# Jörg Müller (Künstler)
Jörg Müller (* 11. Oktober 1942 in Lausanne) ist ein Schweizer Illustrator.

## Leben
Jörg Müller wuchs in Küsnacht bei Zürich auf und arbeitete nach der Ausbildung an der Bieler Kunstgewerbeschule. Seine erste Bildmappe Alle Jahre wieder saust der Presslufthammer nieder machte ihn auf Anhieb bekannt und brachte ihm den Deutschen Jugendbuchpreis ein. Viele andere Bilderbücher folgten, einige davon wurden verfilmt. Die meisten seiner Werke, an denen er zum Teil über Jahre hinweg arbeitet, entstanden in Zusammenarbeit mit dem Schweizer Schriftsteller Jörg Steiner.
Er lebt heute in Biel und in Frankreich.

## Auszeichnungen
- 1974: Deutscher Jugendbuchpreis für Alle Jahre wieder saust der Presslufthammer nieder
- 1976: Bologna Ragazzi Award als lobende Erwähnung für Der Bär, der ein Bär bleiben wollte
- 1977: Schweizer Jugendbuchpreis für seine Illustrationen zu Kinderbüchern
- 1986: Max-und-Moritz-Preis für Peter und der Wolf
- 1986: Bologna Ragazzi Award für Peter und der Wolf
- 1990: Deutscher Jugendliteraturpreis für Die neuen Stadtmusikanten in Aufstand der Tiere
- 1994: Hans Christian Andersen Preis
- 2005: Kröte des Monats Juli für Die Weihnachts-Show
- 2005: LUCHS 226 für Die Weihnachts-Show

## Werke (Auswahl)
- Alle Jahre wieder saust der Presslufthammer nieder oder Die Veränderung der Landschaft, Sauerländer, Aargau / Frankfurt am Main 1973, ISBN 3-7941-0218-5.
- Der Bär, der ein Bär bleiben wollte, mit Jörg Steiner, nach einer Idee von Frank Tashlin,  aus Englisch nach- und umerzählt von Jörg Steiner, Sauerländer, Aarau / Frankfurt am Main 1976, ISBN 3-7941-1372-1.
- Hier fällt ein Haus, dort steht ein Kran und ewig droht der Baggerzahn oder Die Veränderung der Stadt, Sauerländer, Aarau / Frankfurt am Main 1976, ISBN 3-7941-1499-X.
- Die Kanincheninsel, Aarau u. a. 1977 (zusammen mit Jörg Steiner), ISBN 978-3-7941-1636-2
- Die Menschen im Meer, 1981 (zusammen mit Jörg Steiner), ISBN 978-3-7941-2182-3
- Der Eisblumenwald, 1983 (zusammen mit Jörg Steiner), ISBN 978-3-7941-2500-5
- Der Mann vom Bärengraben, Aarau u. a. 1987 (zusammen mit Jörg Steiner), ISBN 978-3-7941-2919-5
- Peter und der Wolf. Ein musikalisches Märchen von Sergei Prokofjew (Prokofieff) frei erzählt von Loriot. Mit Bildern von Jörg Müller. Sauerländer, Aarau / Frankfurt am Main / Salzburg 1985, ISBN 3-7941-2724-2 (Ein Bilderbuch für „jugendliches Publikum“: 12 Blätter mit großformatigen Illustrationen und einer Langspielplatte, in zahlreichen späteren Auflagen (Audio-CD)).
- Die neuen Stadtmusikanten in Aufstand der Tiere, Aarau u. a. 1989 (zusammen mit Jörg Steiner), ISBN 978-3-7941-3103-7
- Burgenland Schweiz, Band 1: Bau und Alltag, Aare, Solothurn 1990 (zusammen mit Heinrich Boxler), ISBN 3-7260-0352-5.
- Der standhafte Zinnsoldat, 1996 ISBN 978-3-7941-4100-5
- Auf der Gasse und hinter dem Ofen : eine Stadt im Spätmittelalter, Aarau u. a. 1995 (zusammen mit Anita Siegfried & Jürg E. Schneider), ISBN 978-3-7941-3890-6
- Was wollt ihr machen, wenn der schwarze Mann kommt?, 1998 (zusammen mit Jörg Steiner), ISBN 978-3-7941-4305-4
- Das Buch im Buch im Buch, Aarau u. a. 2001, ISBN 978-3-7941-4860-8
- Die Weihnachts-Show, 2005 (zusammen mit Brigitte Schär), ISBN 978-3-551-04616-1
- Von der Idee zum Buch, 2006, ISBN 978-3-00-018698-1
- Die Welt ist kein Märchen, 2007 (hrsg. von Inge Sauer), ISBN 978-3-907142-27-1
- Bilder einer Stadt : Biel um 1500, 2008 (zusammen mit Margrit Wick-Werder), ISBN 978-3-551-04616-1

## Film
- 1974: Jörg Müller. Eine Produktion des Saarländischen Rundfunks (13 Minuten). Buch und Regie: Klaus Peter Dencker